# 瓦尔罗梅
瓦尔罗梅（法語：Valromey，法語發音：[valʁɔmɛ]）是法国的一个历史地区，也是一个山谷，位于比热地区，是上比热和下比热的过渡区域。